# Nordisk Panorama Film Festival
Nordisk Panorama Film Festival är en årlig filmfestival för nordisk kort- och dokumentärfilm. Festivalen grundades 1990 och arrangeras av organisationen Nordisk Panorama. Mellan 1990 och 2012 turnerade festivalen mellan värdstäder i de fem nordiska länderna, men sedan 2013 hålls festivalen i Malmö i september varje år.

## Om festivalen
Nordisk Panorama Film Festival arrangeras av den ideella organisationen Nordisk Panorama, med stöd av bland andra Malmö stad, Region Skåne och Film i Skåne. Under sex dagar i september hålls filmvisningar och audiovisuella upplevelser på biografer, museer, bibliotek, klubbar och andra mötesplatser i Malmö. 
Nordisk Panorama uppmärksammar varje år ett urval av cirka 100 nordiska kort- och dokumentärfilmer från både etablerade och nya filmskapare. Ett av festivalens främsta uppdrag är att skapa en mötesplats och plattform för den breda publiken och för filmskapare, producenter, distributörer och andra yrkesverksamma inom filmbranschen lokalt och i de nordiska länderna.
Utöver själva festivalen består Nordisk Panorama av de två branscheventen Forum och Market (se nedan). Organisationen arbetar även året runt med att sälja in nordisk kort- och dokumentärfilm på internationella evenemang och festivaler, presentera seminarier och att anordna workshops för filmskapare.

## Historia
Nordisk Panorama Film Festival grundades 1990 av den danska organisationen Filmkontakt Nord, som mellan 1990 och 2012 stod som arrangör. Festivalen gick tidigare under namnet Nordisk Panorama – 5 Cities Film Festival och roterade mellan värdstäder i de fem nordiska länderna.  Festivalen fick en permanent bas 2013 och har sedan dess hållits i Malmö i september varje år.
Mellan 2013 och 2018 genomfördes festivalen som ett av Malmö stads projekt, med stöd av Region Skåne och Svenska Filminstitutet. Sedan 2018 är Nordisk Panorama en egen organisation, bestående av danska Filmkontakt Nord och svenska Film Festival Nord AB, med finansiellt stöd från Malmö stad, Region Skåne, Film i Skåne och Svenska Filminstitutet. Festivalen sponsras även av Danmarks, Norges, Finlands och Islands filminstitut, Nordiska ministerrådet samt EU-programmet MEDIA.
Under åren 1990 till 2012 hölls festivalen i:
| - 1990 Grimstad - 1991 Århus - 1992 Vasa - 1993 Kristianstad - 1994 Reykjavik | - 1995 Bergen - 1996 Köpenhamn - 1997 Helsingfors - 1998 Kiruna - 1999 Reykjavik | - 2000 Bergen - 2001 Århus - 2002 Uleåborg - 2003 Malmö - 2004 Reykjavik | - 2005 Bergen - 2006 Århus - 2007 Uleåborg - 2008 Malmö - 2009 Reykjavik | - 2010 Bergen - 2011 Århus - 2012 Uleåborg |

## Priser och program

### Jurypriser
Under festivalen deltar utvalda filmer i tre tävlingar som avgörs av respektive jury:

#### Best Nordic Documentary
- Bästa nordiska dokumentärfilm.
- Sponsrat av de nordiska public service-kanalerna DR, NRK, RUV, SVT och YLE.

#### Best Nordic Short Film
- Bästa nordiska kortfilm.
- Sponsrat av nordiska regissörsföreningar.

- Vinnaren har möjlighet att kvalificeras till Oscarsgalans kortfilmskategori.[12]

#### New Nordic Voice
- Introducerar både dokumentär- och kortfilm av nya nordiska filmskapare.[13]
- Sponsrat av Film i Skåne och AVEK.

### Publikpriser

#### Young Nordic – Children's Choice Award
- Young Nordic är ett festivalprogram särskilt riktat till barn och unga.
- Sponsrat av Nordisk Panorama.

#### City of Malmö’s Audience Award
- Alla filmer i tävlingsprogrammet har möjlighet att vinna denna kategori.
- Sponsrat av Malmö stad.[14]

### Special Programme
Utöver festivalens ordinarie program har Nordisk Panorama olika specialprogram med filmer som visas utom tävlan.

## Nordisk Panorama Forum
Nordisk Panorama Forum for Co-financing of Documentaries, eller Nordisk Panorama Forum, är en årlig mötesplats och ett branschevent för filmskapare, beslutsfattare, experter, observatörer och filmstudenter. Forum är öppet för filmer i alla produktionsstadier och de utvalda projekten säljs in och presenteras för nordiska och internationella finansiärer och beslutsfattare. De projekt som presenteras på Forum måste huvudsakligen vara nordiska eller baltiska independentproduktioner och ha stöd av regionala, nationella eller internationella finansiärer.

## Nordisk Panorama Market
Nordisk Panorama Market är öppet för distributörer, köpare och filmfestivaler. På Market visas nya nordiska kort- och dokumentärfilmer på olika typer av evenemang och seminarier där det finns möjlighet att nätverka och marknadsföra nya titlar. Market håller även slutna visningar för filmer som ännu ej haft internationell premiär och presentationer av projekt som är på väg att kunna slutföras.